# Kerala
Kerala (malayalam: കേരളം), även Keralam, är en delstat i Indien. Kerala ligger i den sydvästligaste delen av landet längs Malabarkusten och gränsar till Tamil Nadu i öster och Karnataka i norr. Delstaten bildades vid omorganiseringen av den gamla delstaten Travancore-Cochin år 1956. Majoritetsspråket är malayalam och Kerala är med sina drygt 33 miljoner invånare landets till folkmängd trettonde största delstat.
Här bor en stor kristen minoritet, och delstaten är den som vid sidan av Västbengalen har de starkaste kommunistpartierna i landet. Den sociala sektorn är väl utbyggd.

## Historia
Den regionala identiteten såväl som språket malayalam tog form på 1300-talet.

### Kolonialtiden
Den portugisiske sjöfararen Vasco da Gama reste 1498 till Kerala, där han steg i land vid Calicut, för att söka öka det portugisiska inflytandet på handeln med kryddor mellan Kerala och Orienten. Vid denna tid kontrollerades handeln av muslimer i Kerala. Portugal byggde ett första fort Cochin (Kochi) 1503. Efter det att Nederländerna genom Nederländska Ostindiska Kompaniet jagat bort portugiserna från området dök britterna upp och etablerade sig i Kerala i början av 1600-talet i form av Ostindiska Kompaniet.

### Efter självständigheten
Delstaten Kerala skapades 1956 genom sammanslagningen av Malabardistriktet med delstaten Travancore-Cochin. Politiken i de gamla furstestaterna Travancore och Cochin kan i någon mån förklara den starka ställningen för kommunistpartierna i delstaten, då redan furstarna hade vinnlagt sig om att erbjuda utbildning och andra sociala tjänster till invånarna.

## Geografi
Den till ytan förhållandevis lilla delstaten, delvis belägen på Deccan, har ett varmt klimat med ett kustområde, som ger stora möjligheter för turistbranschen. Här finns den gamla hamnstaden Quilon.

## Politik
Det politiska livet i Kerala domineras av två allianser: United Democratic Front (lett av Kongresspartiet) samt Left Democratic Front (lett av Communist Party of India (Marxist)). Sedan delstatsvalet 2016 styr kommunistpartiet med allierade Kerala och chefsminister är Pinarayi Vijayan. På grund av arbetarrörelsens och fackföreningarnas starka fäste i delstaten är protestmarscher och strejker tämligen vanligt förekommande.

## Ekonomi
Keralas ekonomi har sedan delstaten bildades 1956 huvudsakligen styrts enligt en välfärdspolitik på demokratiskt socialistiska principer. Under de senaste åren har ekonomin dock liberaliserats, med större inslag av marknadsekonomi och utländska investeringar. Keralas BNP ökade 7-9 % under åren 2003-05, vilket är klart bättre än de genomsnittliga 2,3 % under 1980-talet och 5-6 % under 1990-talet. Få större industrier och företag väljer dock att etablera sig i Kerala. Detta kompenseras av att många utlandsarbetande keralabor sänder hem pengar, motsvarande ~20 % av delstatens BNP. Keralas BNP per capita är 11 819 INR vilket är klart högre än genomsnittet för Indien som helhet. Olika indices för mänsklig utveckling och levnadsstandard ligger också högst för hela landet. Denna paradox, som ofta kallas för Kerala-modellen, beror på en stark tjänstesektor.
Tjänstesektorn inkluderar turism, offentlig förvaltning, bank och finans samt transporter och kommunikation. Den stod 2002-3 för 63,8 % av delstatens BNP. Tillsammans med jordbruk och fiske (tillsammans 17,2 % av BNP) dominerar tjänstesektorn Keralas ekonomi. Nästan hälften av delstatens befolkning sysselsätter sig inom jordbrukssektorn. Jordbrukets viktigaste produkter är ris, kokosnötter, te och gummi. Den traditionella kryddodlingen och -tillverkningen är fortfarande viktig.
Arbetslösheten i Kerala ligger kring 19-20 %, även om många av de resterande är undersysselsatta. Det är också svårt för ungdomar att hitta arbete, och endast 13,5 % av kvinnorna arbetar. Andelen fattiga i befolkningen anges varierande till mellan 12 och 36 %.

## Demografi
Delstaten bebos i religiöst hänseende till 57% av hinduer, 23% muslimer och 19% kristna. Det finns också en mindre judisk befolkning, som sägs ha bott här sedan 587 f.Kr. när Nebukadnessar II intog Jerusalem. Även den kristna närvaron är av gammalt datum, då det inte rör sig om någon mission under kolonialtiden utan s.k. Tomaskristna som funnits i området sedan apostlatiden.
Kerala är den delstat i Indien som erbjuder sina invånare den bästa sociala tryggheten, och grundläggande skolgång och hälsovård erbjuds kostnadsfritt till alla. 93,91 % av befolkningen var läskunnig vid folkräkningen 2011.

### Större städer
De största städerna i Kerala var vid folkräkningen 2011:
1. Thiruvananthapuram (Trivandrum, 957 730 invånare)
2. Kochi (Cochin, 612 343)
3. Kozhikode (Calicut, 550 440)
4. Kollam (Quilon, 349 033)
5. Thrissur (Trichur, 325 474)

## Kultur
I Kerala finns en egen form av kampsport med namnet kalaripayattu. De klassiskt indiska dansformer som härstammar från delstaten är Koodiyattom, Kathakali och Mohiniyaattam.
Delstatens ayurvedamedicin anses som framstående. Man håller sig också med en egen kalender: Malayalamkalendern.

### Kända Keralabor
- Arundhati Roy - Författare
- K R Narayanan - President i Indien (1997-2002)

## Bildgalleri

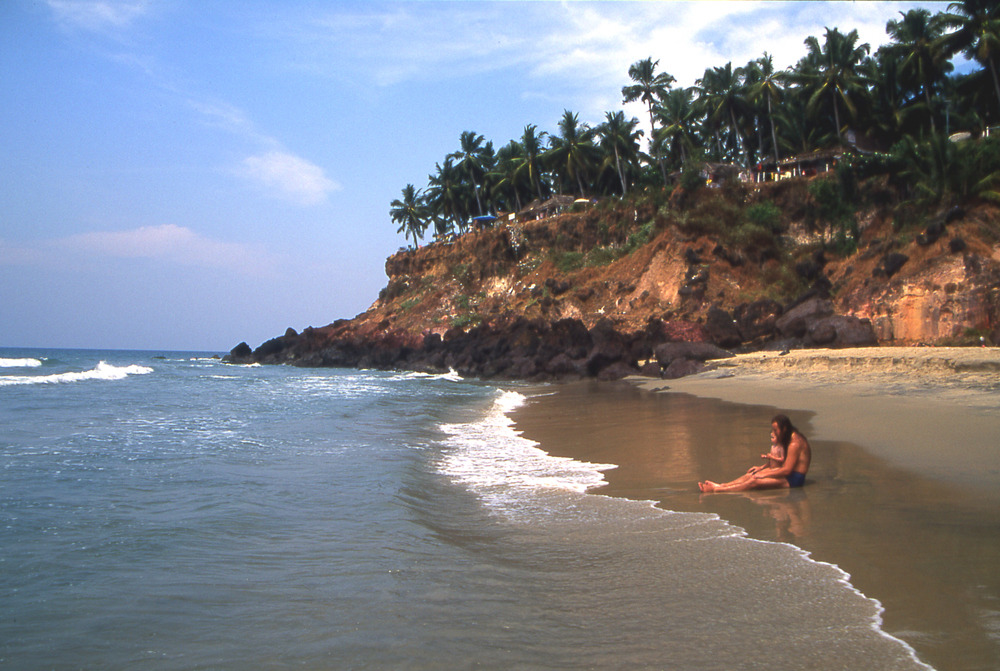
Varkala Beach i Kerala.
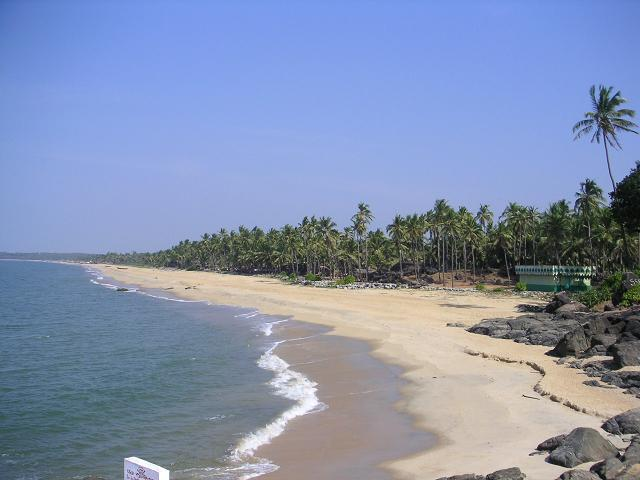
Bekal Fort Beach.
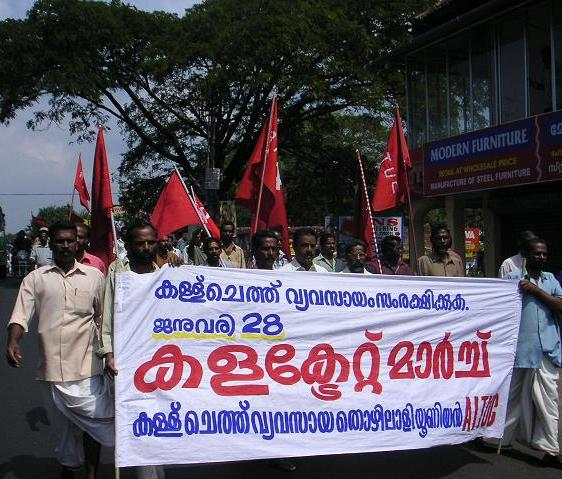
AITUC-demonstration i Alappuzha.
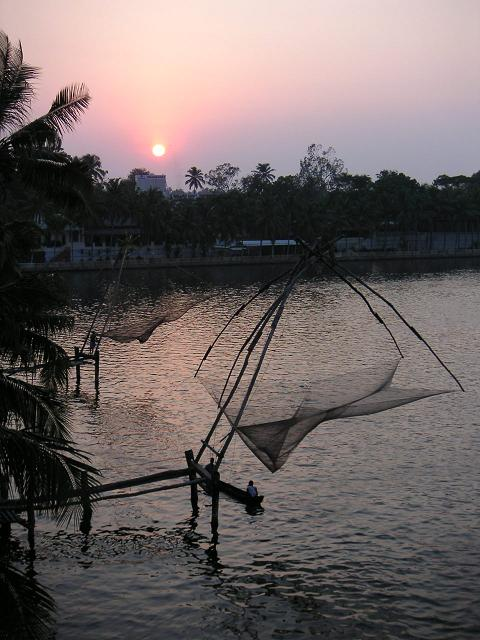
Traditionellt fiske i Kollam.
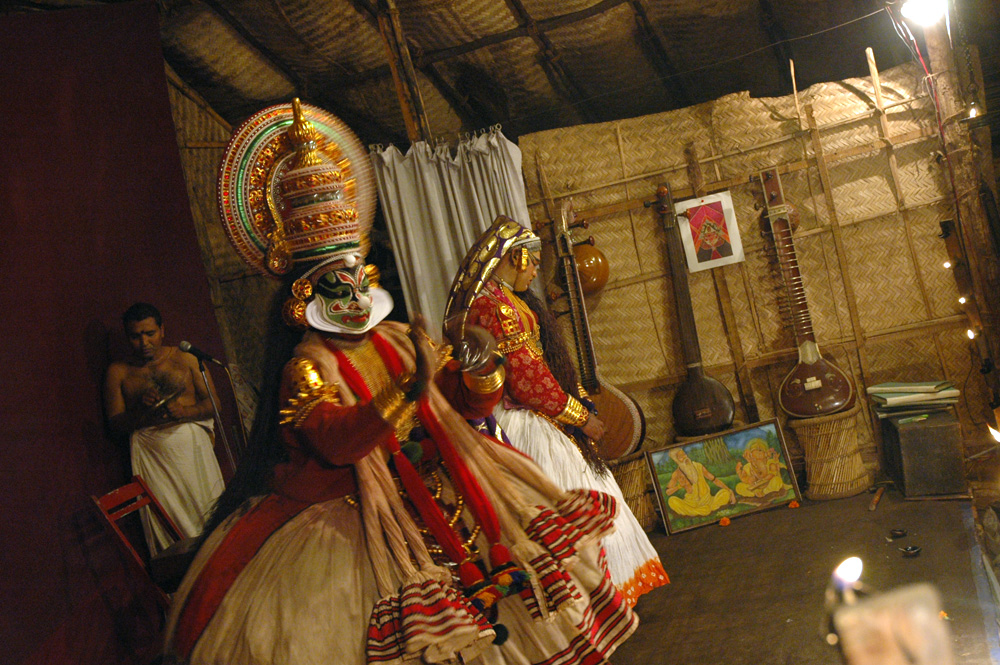
En föreställning av kathakaliteater i Kochi.
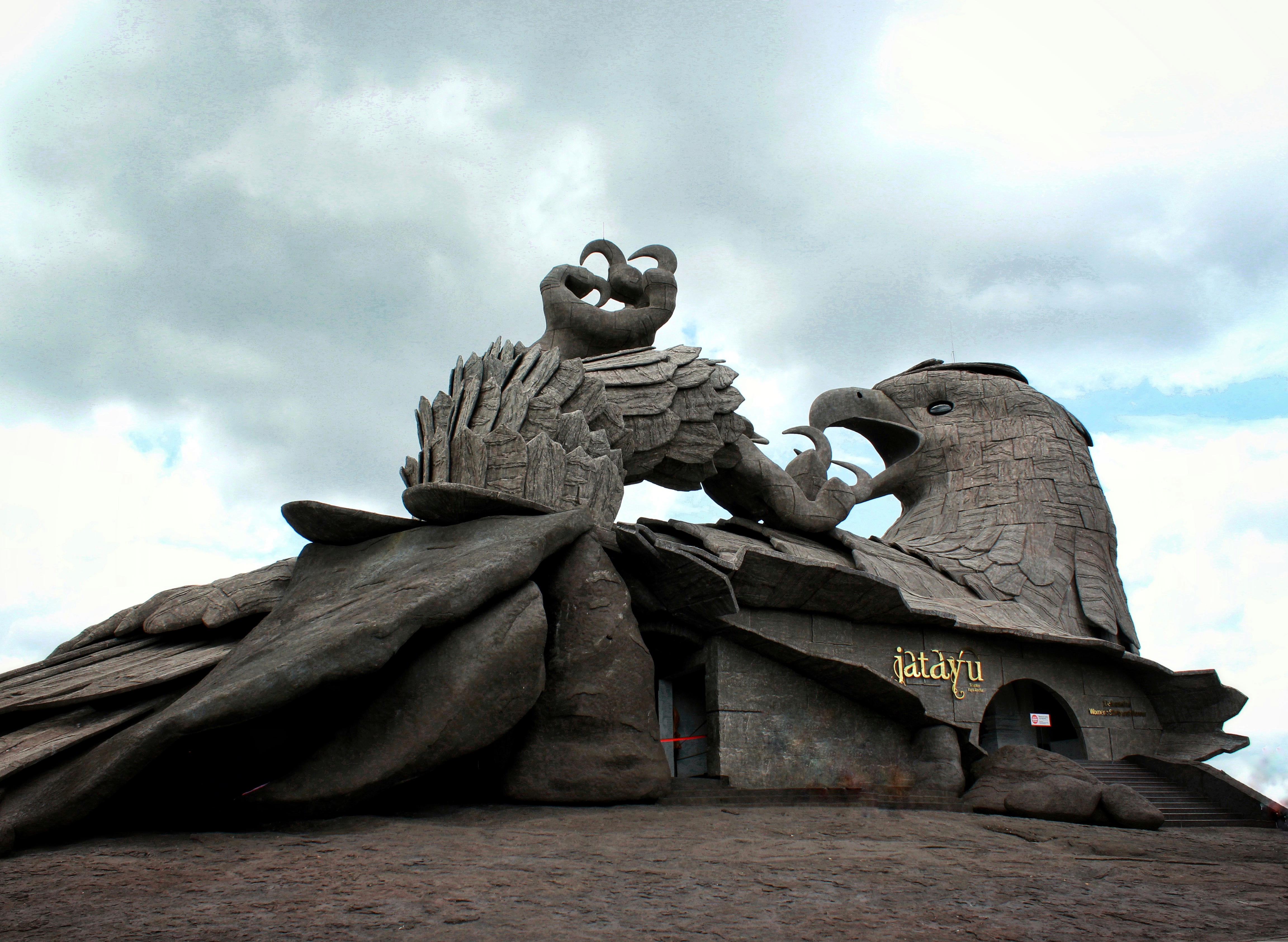
Världens största fågelskulptur i Kollam - Jatayu Park

### Fotnoter
1. 1 2 3   Census of India 2011; Provisional population totals, Kerala State and districts (pdf-fil) Preliminära resultat från folkräkningen 2011. Läst 8 april 2011.
2. ↑  läs online, www.keralacm.gov.in .[källa från Wikidata]
3. ↑  ”Arkiverade kopian”. The Hindu (Chennai, India). 5 juli 2005. Arkiverad från originalet den 20 december 2007. https://web.archive.org/web/20071220031944/http://www.hindu.com/2005/07/05/stories/2005070513110300.htm. Läst 26 november 2007.
4. ↑  Trade Associations in Kerala: Their functioning and implications, S. Muralidharan, Kerala Research Programme on Local Level Development Centre for Development Studies, Thiruvananthapuram, 2004
5. ↑   Census of India 2011; Summary of provisional population Kerala (pdf-fil) Preliminära resultat från folkräkningen 2011. Läst 8 april 2011.